# Pintura musulmana
En el libro sagrado de esta religión, el Corán, se menciona que se tiene prohibido utilizar en obras artísticas cualquier imagen relacionada con la figura humana. Es por esto que las obras pictóricas de esta cultura están basadas en imágenes geométricas y con tonalidades generalmente en color oro y rojo.
Como consecuencia de la prohibición para representar el cuerpo humano en pinturas y esculturas los artistas musulmanes se interesaron en la arquitectura y en esta se generaron grandes obras.
- Datos: Q6076451